# Hovorany
Hovorany (německy Howoran) jsou obec v okrese Hodonín v Jihomoravském kraji. Leží jedenáct kilometrů jihozápadně od Kyjova. Žije zde přibližně 2 200 obyvatel. Od roku 2002 je členem mikroregionu Hovoransko. Východním okrajem obce protékal Hovoranský potok. Rybník je napájen čerpáním vody z podzemí z bývalé těžní jámy z Dolu Obránců Míru, kde byla ukončena těžba v r. 1984. Sousedními obcemi sídla jsou Svatobořice-Mistřín, Nenkovice, Šardice, Karlín, Násedlovice, Čejč, Dubňany, Mutěnice a Terezín. Je členem sdružení Mikroregion Hovoransko a Sdružení obcí Severovýchod.

## Název
V nejstarších písemných dokladech z konce 16. a začátku 17. století byla vesnice jmenována jako Hovorov. Jméno bylo odvozeno od osobního jména Hovor (totožného s obecným hovor) a znamenalo "Hovorův majetek". Obnovitel vsi, Jan z Lipé, vesnici pojmenoval na počest narození svého vnuka Čeňka Hovory z Lipé (jméno Hovora bylo u rodu z Lipé časté). Od druhé poloviny 17. století bylo jméno udáváno v množném čísle, ke změně došlo vlivem jmen jiných vsí zakončených na -any.

## Historie

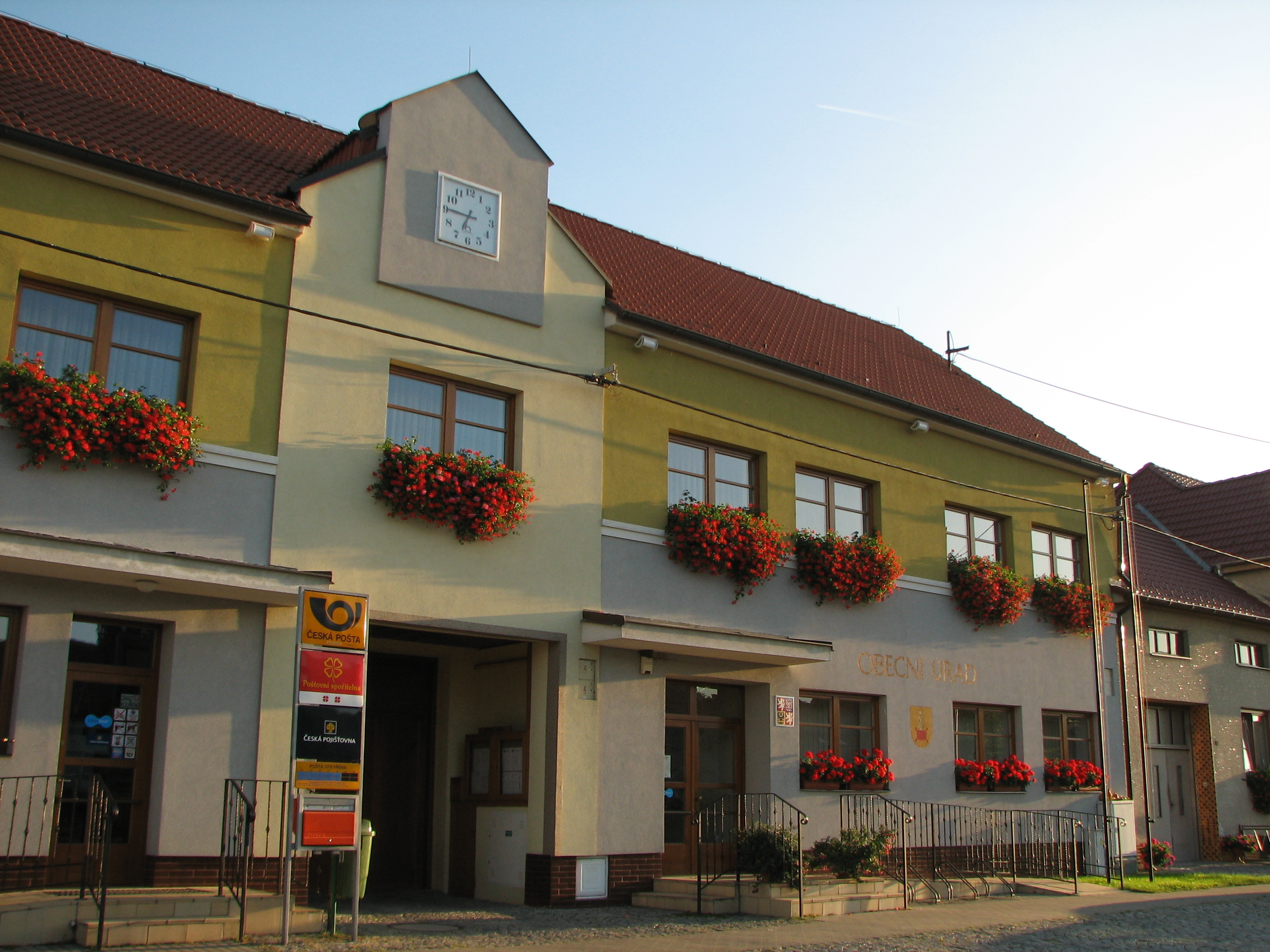
Obecní úřad Hovorany

Na místě dnešních Hovoran bývala ves, o které nejsou písemné zmínky a koncem 16. století byla už zcela pustá. Patřila k hodonínskému panství. V roce 1593 přišli za majitelem panství Janem IV. z Lipé Chorvaté, se kterými se dohodl na znovuosídlení vesnice, zvané také Hovorov. Jan IV. byl protestant a Hovorany byly jedinou katolickou obcí na celém panství. Roku 1594 panství koupil hrabě Julius ze Salm-Neuburgu, v roce 1762 pak František Lotrinský a v císařském majetku Hovorany zůstaly až do roku 1919. Na pomezí Hovoran a Čejče byl v roce 1805 napoleonskými vojáky uskutečněn první nález hnědého uhlí na jižní Moravě. V 19. a 20. století se zde byly hnědouhelné doly.
Při osvobozování obce 16. dubna 1945 padlo 102 vojáků Rudé armády. Byli pohřbeni ve dvou společných hrobech, později byly jejich ostatky přemístěny do Hodonína.
Při záchranném archeologickém průzkumu byly v letech 2021 a 2022 severovýchodně od obce v trati Jezovítka nalezeny přes 7000 let staré doklady o 20–40 metrů dlouhých domech lidu kultury s lineární keramikou. V roce 2013 našli archeologové ve východní části katastru pozůstatky zaniklé středověké vsi Mokroňovice.

## Obyvatelstvo
Dle sčítání lidu v roce 2011 žilo v obci 2 137 obyvatel, z nichž se 808 (25,8 %) přihlásilo k české národnosti, 726 (23,1 %) k moravské, 3 ke slovenské, 1 k německé a 1 k ukrajinské. 476 (15,2 %) obyvatel svou národnost neuvedlo.
V roce 2011 se 1 077 (34,3 %) obyvatel označilo za věřící, 752 (24 %) se jich přihlásilo k  Římskokatolické církvi, 148 (4,7 %) k Církvi československé husitské, 6 k Českobratrské církvi evangelické. 351 (11,2 %) obyvatel se označilo jako bez náboženské víry a 709 (22,6 %) na otázku víry neodpovědělo. Místní římskokatolická farnost s kostelem sv. Jana Křtitele je součástí hodonínského děkanství. Farářem byl Mgr. Milan Těžký. Do farnosti patří i obce Čejč a Terezín. Sbor Československé církve husitské patří do brněnské diecéze a byl spravován farářkou Mgr. Danou Konečnou.

### Struktura
Vývoj počtu obyvatel za celou obec i za jeho jednotlivé části uvádí tabulka níže, ve které se zobrazuje i příslušnost jednotlivých částí k obci či následné odtržení.
| Místní části   | Místní části  | 1869  | 1880  | 1890  | 1900  | 1910  | 1921  | 1930  | 1950  | 1961  | 1970  | 1980  | 1991  | 2001  | 2011  | 2021  |
| -------------- | ------------- | ----- | ----- | ----- | ----- | ----- | ----- | ----- | ----- | ----- | ----- | ----- | ----- | ----- | ----- | ----- |
| Počet obyvatel | část Hovorany | 1 601 | 1 709 | 1 715 | 1 961 | 2 160 | 2 320 | 2 361 | 2 295 | 2 482 | 2 459 | 2 443 | 2 268 | 2 221 | 2 137 | 2 124 |
| Počet domů     | část Hovorany | 368   | 386   | 421   | 440   | 452   | 480   | 555   | 597   | 602   | 621   | 628   | 641   | 662   | 677   | 699   |

## Obecní  správa a politika
Zastupitelstvo obce má 15 členů. Voleb do zastupitelstva v říjnu 2014 se účastnilo 1 230 (68,11 %) voličů. Ve volbách zvítězila ODS, která získala 24,34 % hlasů a 4 mandáty v zastupitelstvu, dále KSČM (20,68 %, 3 mandáty), KDU-ČSL (17,37 %, 3 mandáty), Naše Hovorany (14,94 %, 2 mandáty), Sdružení nezávislých kandidátů (11,8 %, 2 mandáty) a Sdružení společně pro rozvoj Hovoran (10,87 %, 1 mandát). Starostou byl znovu zvolen Josef Grmolec (ODS), místostarostou František Kučera (ODS).
Josef Grmolec byl zvolen starostou opět 1. listopadu 2018.

### Obecní symboly
Znak a vlajka byly obci uděleny rozhodnutím předsedy Poslanecké sněmovny Parlamentu České republiky dne 4. června 1998.

## Doprava
S okolím má obec autobusové spojení linkami Kyjov–Čejč a Brno–Hodonín. V obci je pět autobusových zastávek (důl, kostel, škola, zdravotní středisko a rozcestí). Ze sousední Čejče je železniční spojení do Hodonína po trati č. 255.
Obcí prochází silnice II/422 a v jižní části katastru vede silnice II/380. Podle celostátního sčítání dopravy projelo v roce 2010 po silnici II/422 v průměru 2 822 vozidel denně (z toho 2 275 osobních, 492 těžkých nákladních a 55 jednostopých motorových vozidel). Po silnici II/380 mezi Hovoranami a Čejčí projelo za 24 hodin úhrnem 5 342 vozidel (z toho 4 133 osobních, 1 153 těžkých nákladních a 56 jednostopých motorových vozidel). Silnicí II/380 mezi Hovoranami a Mutěnicemi denně projelo 3 619 vozidel.
V roce 2014 byla vybudována cyklostezka z Hovoran do sousedních Šardic v délce necelých 2 km. Ve východní části katastru vede žlutě značená turistická trasa od pomníku Moravské Rovnosti k Jarohněvickému rybníku a Dubňanským búdám, kde se napojuje na zelenou turistickou trasu.

## Pamětihodnosti

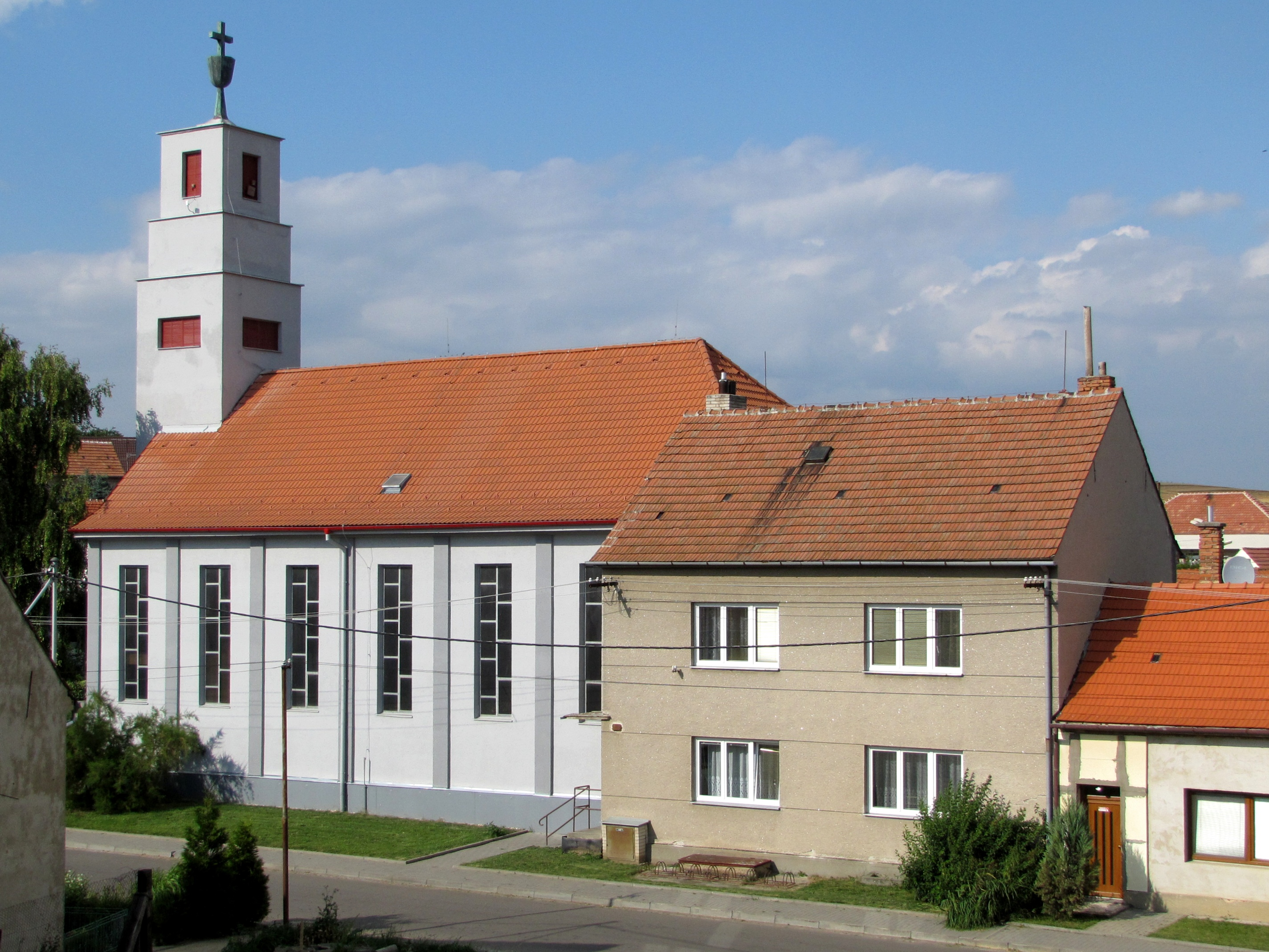
Chrám Spasitele

- Kostel sv. Jana Křtitele z let 1721–1725 vznikl údajně rozšířením kaple z roku 1670. Zvon na věži s reliéfy sv. Františka z Assisi, Jana Nepomuckého a Šebastiána ulil Jan Zikmund Krecker v Brně roku 1735.
- Kaple sv. Rocha z roku 1834
- Dřevěný vyřezávaný kříž z roku 1896
- Chrám Spasitele (kostel Československé církve husitské) z roku 1957
- Kaple sv. Urbana z roku 2018[19]
- Pomník odbojové skupiny Moravská Rovnost v lesíku východně od obce[20]
- Přírodní rezervace Hovoranské louky
- Vinařský lis z roku 1805 byl po restaurování v roce 2019 umístěn v západní části obce u hlavní silnice[21]

## Osobnosti
- Rostislav Brhel (1921–1957), válečný pilot 313. československé stíhací perutě RAF. Po válce se do Československa vrátil, ale opět odešel do Velké Británie, kde v říjnu 1950 získal občanství. Zahynul 8. srpna 1957 při letecké havárii u obce Belsay nedaleko Newcastlu.[22][23]
- Tomáš Kopeček (1916–2000), malíř, magnetobiolog, místní rodák
- Václav Adolf Kovanič (1911–1999), akademický sochař a medailér, od roku 1954 žil v Hovoranech, kde měl ateliér[24]
- Oldřich Skopal (1922–2008), pedagog a matematik[25]
- Miroslav Ševela (1921–1965), lékař, vědecký pracovník Biochemického ústavu Lékařské fakulty Masarykovy univerzity, místní rodák